# Mauricio Medeiros de Assis

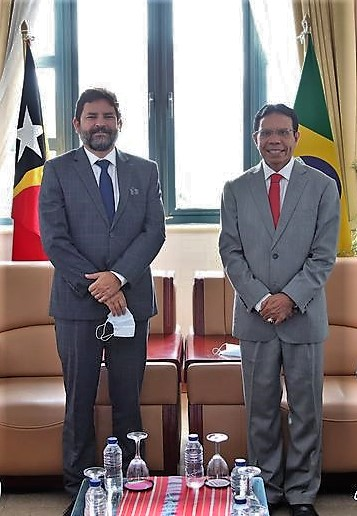
Assis (links) mit José António Amorim Dias (2021)

Mauricio Medeiros de Assis (* 1966 oder 1967 in Natal, Rio Grande do Norte, Brasilien) ist ein brasilianischer Diplomat. Seit 2021 ist er der brasilianische Botschafter in Osttimor. Er hat den Beamtenrang eines Ministro de Segunda Classe in der Diplomatenlaufbahn.

## Werdegang
1996 begann Assis für das Außenministerium Brasiliens zu arbeiten. Im Ausland war er an den brasilianischen Vertretungen in Madrid (Spanien), Sydney (Australien), Hanoi (Vietnam) und Shanghai (China) tätig.
2020 leitete Assis die Abteilung für Technologie- und Informationsmanagement im Außenministerium, als er am 23. September 2020 zum brasilianischen Botschafter in Osttimor ernannt wurde.  Am 4. Februar übergab er seine Akkreditierung im Außenministerium Osttimors.